# Condado de Armstrong (Pensilvânia)
O Condado de Armstrong é um dos 67 condados do Estado americano da Pensilvânia. A sede do condado é Kittanning, e sua maior cidade é Kittanning. O condado possui uma área de 1 721 km²(dos quais 27 km² estão cobertos por água), uma população de 72 392 habitantes, e uma densidade populacional de 43 hab/km² (segundo o censo nacional de 2000). O condado foi fundado em 12 de março de 1800.